# Luxembourg
Luxembourg je glavni grad Luksemburga, smješten na jezičcu tla između rijeka Alzette i Petrusse. Prema popisu iz 2023. godine, grad ima 134 714 stanovnika.
Luxembourg je drevni utvrđeni grad, koji obiluje renesansnim arhitektonskim spomenicima. Danas je trgovačko i upravno središte na križanju važnih prometnih putova središnje Europe, udaljen 188 km od Bruxellesa, 289 km od Pariza te 190 km od Kölna. Stari dio grada i utvrde uvršteni su u UNESCOv popis mjesta svjetske baštine u Europi. Luxembourg je bio Europski glavni grad kulture 1995. godine.
U Luxembourgu su sjedišta više organizacija Europske unije, kao što su Europski sud pravde, Revizorski sud te Europska investicijska banka.

## Povijest
Grad je osnovan 963. godine osnutkom dvorca na ruševinama omanje starorimske utvrde Castillum Lucilinburhuc koji je izgradio Siegfried Ardenne I. God. 1050. izgrađen je vanjski zid, paralelan s gornjim zidom, kako bi se zaštitila rastuća populacija grada uz dvorac.
Vilim I. Luksemburški je bio prvi grof Luksemburga od 1096. godine, a 1244. godine vojvotkinja Ermessenda And je gradu dala gradska prava. God. 1254. Luksemburg je postao vojvodstvom češkog kralja Vjenceslava I. Za vrijeme Ivana Slijepog Luksemburškog proširene su gradske zidine 1320. godine, koje su dovršene 1398. godine. 
Nakon što su ga u 15. stoljeću osvojile burgunske trupe Filipa III. Dobrog, Luksemburg je postao važnom utvrdom koja je mijenjala odnos snaga europskih sila kao klin zaboden između njih, zaradivši nadimak "Gibraltar sjevera". God. 1477. Luksemburg je pripao Habsburgovcima. Francuzi pod vodstvom Franje I. su ga osvojili 1542., samo da bi ga Austrijanci vratili 1554. godine. Francuski vojskovođa Marquis de Vaubin ga ponovno osvaja nakon opsade 1683. – 84. i do 1688. ga utvrđuje u stilu drugih francuskih utvrda (Vaubanove utvrde). Nakon Soprazuma u Rijswijku 1697. godine ponovno ga preuzimaju Habsburgovci, te opet Francuzi 1701., te Nizozemci od 1713. do 1715. kada vlast dugotrajnije uspostavljaju ponovno Austrijanci.
God. 1795., nakon jedanaestomjesečne opsade, grad se predao Francuzima i postao je dijelom kasnijeg Francuskog Carstva Napoleona I. Nakon Bečkog kongresa 1815. godine priznata je neovisnost Nadvojvodstva Luksemburg.
Luxembourg je uživao dugo mirno vrijeme kao neutralna država u europskim sukobima, sve do Prvog i Drugog svjetskog rata tijekom kojih su ga osvojile njemačke snage. Nakon rata je postao jednom od prvih zemalja trgovinske unije koje su napolijetku činile Europsku uniju.

## Znamenitosti
Povijesno, grad Louxembourg je stoljećima služio kao vojna utvrda, o čemu svjedoče njegove izniman sustav fortifikacija poput utvrda, gradskih zidina i podzenih tunela (npr. kazamati Bockfiels).
- Luksemburška neogotička Gospina katedrala (luksemburški jezik: Kathedral Notre Dame), izvorno jezuitska crkva iz 1613. godine, mjesto gdje je pokopan češki kralj Ivan Slijepi Luksemburški, je značajno proširena od 1935. – 38. godine.
- Duždeva palača (Groussherzogleche Palais) je službena rezidencija Nadvojvode Luksemburga iz 19. stoljeća koja je 1883. renovirana u neogotičkom stilu.
- Opatija Neumünster iz 1606. godine je izgrađena na mjestu starije benediktinske opatije, a danas je kulturni centar u kojeu se održavaju koncerti, izložbe i seinari.
- Grand Rue, ulica trgovačkih cehova
- Trg Plëss d'Armes u starom gradu je središnji trg koji je nekad služio za vojne parade, otkuda mu i ime.

- Unutrašnjost Gospine katedrale
- Duždeva palača
- Utvrdbeni kazamati
- Opatija Neumünster
- Plëss d'Armes
- Adolfov most (Adolphe-Bréck)
- Američko groblje na kojemu su pokopani poginuli Amerikanci u 2. svjetskom ratu

## Gradovi prijatelji
- Camden, Ujedinjeno Kraljevstvo
- Metz, Francuska

## Vanjske poveznice
- Službena stranica (fr.)

### Ostali projekti
|  | Zajednički poslužitelj ima još gradiva o temi Luxembourg |